# Harry Prenen

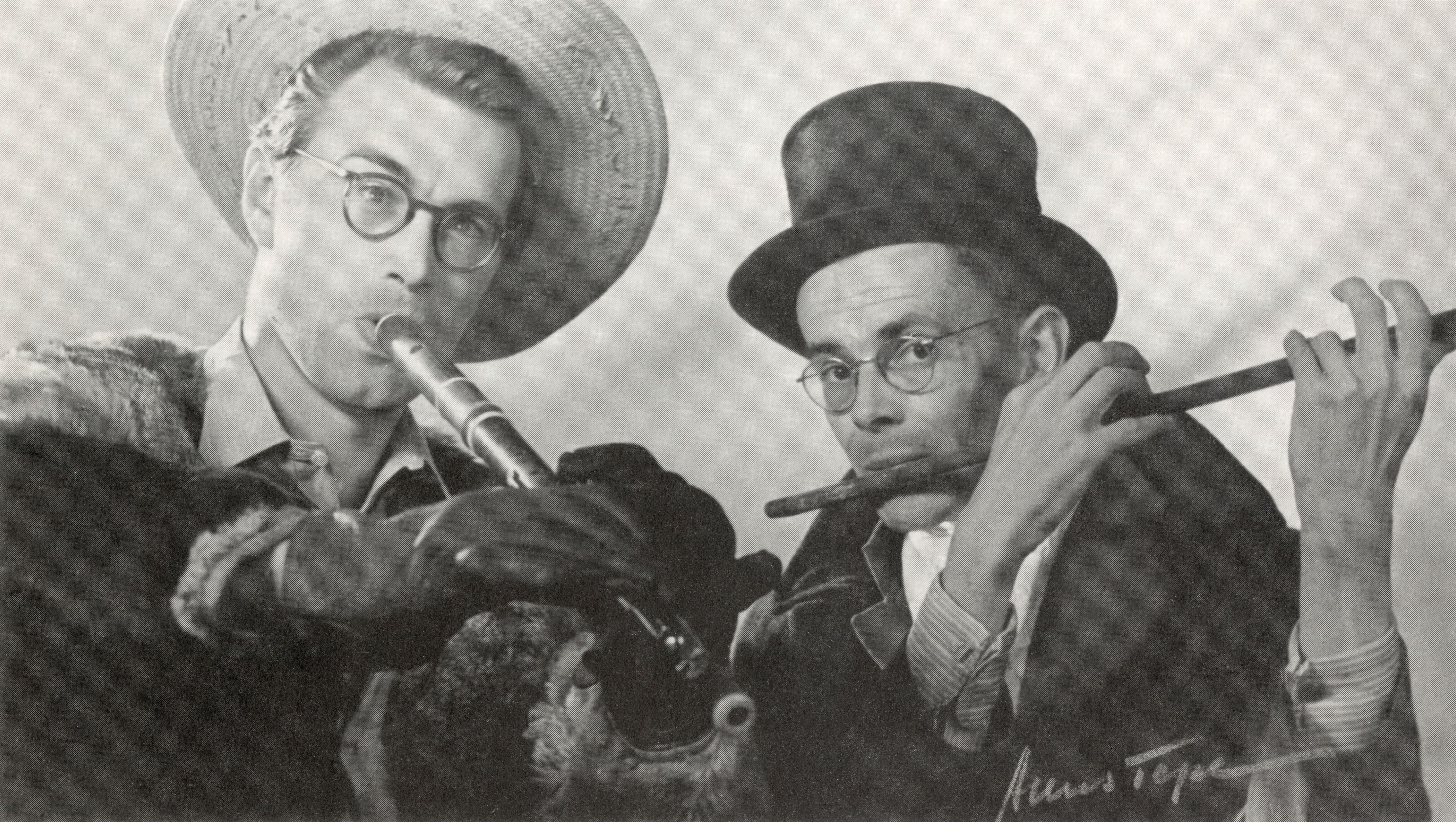
Harry Prenen (rechts) en Godfried Bomans (1929)

Henricus Lucas (Harry) Prenen, pseudoniemen Henri Papou, Hakkie (ook wel Hacqui) Prenen, H.P. (Schoten, 24 maart 1915 - Haarlem, 20 oktober 1992) was een Nederlands historicus, geschiedenisleraar, (gelegenheids)dichter, illustrator, journalist en rederijker. Van zijn gedichten is wellicht het kerstlied Midden in de Winternacht uit 1943 het meest bekend, getoonzet door Jan Mul op de melodie van het Catalaanse kerstlied El Desembre Congelat.

## Loopbaan
Prenen werkte als redacteur bij de Volkskrant, Elseviers Weekblad, de Haagse Post, de Nieuwe Eeuw en De Linie en later als leraar geschiedenis op het Haarlemse Mendelcollege. 
Rond 1930 raakte hij bevriend met de latere schrijver Godfried Bomans. Een sterke vriendschap die zou duren tot de dood van Bomans in 1971. In 1936 begonnen ze een schertsgenootschap, de Rijnlandsche Academie, oorspronkelijk bedoeld om de demping van de Haarlemse Bakenessergracht tegen te gaan, een opzet waarin zij slaagden. Daarna onderhielden ze nog jaren een genootschappelijke correspondentie. Van een uitgave van een selectie uit die brieven is het nog niet gekomen. Harry Prenen heeft zich door lezingen en publicaties zeer ingezet om de nagedachtenis aan zijn vriend in ere te houden.
In zijn studententijd was Prenen redacteur van Propria Cures. Later illustreerde hij een groot aantal werken van Bomans, met name Sprookjes, Memoires of Gedenkschriften van Mr. P. Bas, Het Duel, Het Ogenboek en Een verdwenen facet van Haarlem. Ook legendarische stukken van Bomans als Ons huis in Haarlem en Nijmegen in de Spiegel zijn door Prenen geïllustreerd.
Op de (kunst)redactie van de Volkskrant werden Harry Prenen, Godfried Bomans en de muziekredacteur Jan Mul gemeenzaam aangeduid als 'de Haarlemse School'.

## Beknopte bibliografie
- Tafelrede en andere gedichten (1948)
- Rondeau der Herders (1948)
- Esprit en Anecdote (1949)
- Rembrandt en Christus (1952)
- Ballade van een Standbeeld in een Winternacht (1956)
- Houtgravures van den Heer Henry Brown (1956)
- Gustave Doré (1957)
- Met Habakuk door Haarlem (1957)
- Jaarzang aan de Broederschap (Trou Moet Blycken) (1960)
- Harlemia Illustrata (1969)
- De Tijd van Victoria (1972)
- Nieuwmarkt (1975, rijmprent)
- Wat mij betreft (1975)
- Midwinternacht (1984)
- Tekeningen (1984)
- Haarlem op versvoeten (1989)
- Camera Obscura (1989, rijmprent)
- Op heterdaad (1990)
- Laten we de gordijnen van de herinnering open schuiven ... (2001)

- Biografisch Portaal: 80832925
- Digitale Bibliotheek voor de Nederlandse Letteren: pren002
- Gemeinsame Normdatei: 1053184778
- International Standard Name Identifier: 0000 0003 9795 577X
- Library of Congress Control Number: n84043726
- Nederlandse Thesaurus van Auteursnamen: 070441030
- RKD-Nederlands Instituut voor Kunstgeschiedenis: 64729
- Système universitaire de documentation: 230814174
- Virtual International Authority File: 74299366
- WorldCat: E39PBJwhwrgTw4dKbQ7TWv89jC